# Паклино (Псковская область)
Паклино — деревня в Псковском районе Псковской области России. Входит в состав Писковичской волости.
Деревня расположена в 9 км от центра города Пскова на левом берегу реки Пскова.
Численность населения по состоянию на 2000 год составляла 10 жителей.